# Bigtable
BigTable是一種壓縮的、高效能的、高可擴展性的，基于Google檔案系統（Google File System，GFS）的数据存储系统，用於儲存大规模結構化数据，適用於雲端計算。
BigTable發展於2004年，現今已成為Google的應用程式。像是MapReduce就常透過BigTable來儲存或更改資料，其他還有Google Reader、Google Maps、Google Book Search、"My Search History"、Google Earth、Blogger.com、Google Code hosting、Orkut、YouTube以及Gmail等。Google自行發展出特別的巨型資料庫的原因，自然是效能的問題。
BigTable不是传统的关系型数据库，不支援JOIN这样的SQL語法，BigTable更像今日的NoSQL的Table-oriented，优势在于扩展性和性能。BigTable的Table資料結構包括row key、col key和timestamp，其中row key用於儲存倒轉的URL，例如www.google.com必須改成com.google.www。BigTable使用大量的Table，在Table之下還有Tablet。每一個Tablets大概有100-200MB，每台机器有100個左右的Tablets。所謂的Table是屬於immutable的SSTables，也就是存储方式不可修改。另外Table還必須進行壓縮，其壓縮又分成table的壓縮或系統的壓縮。客户端有一指向META0的Tablets的指標，META0 tablets保儲所有的META1的tablets的資料記錄。

## 外部連結
- Bigtable: A Distributed Storage System for Structured Data（页面存档备份，存于） -（official paper; PDF（页面存档备份，存于））
- BigTable: A Distributed Structured Storage System（video（页面存档备份，存于））
  - more video
  - Google's BigTable -（notes on the official presentation）
- "How Google Works"[]
- Is the Relational Database Doomed ?